# Autostrada A85 (Niemcy)
Autostrada A85 (niem. Bundesautobahn 85 (BAB 85) także Autobahn 85 (A85)) – planowana, lecz nigdy niewybudowana autostrada w Niemczech mająca łączyć miasto Schwäbisch Hall z Backnang, przez Stuttgart, Metzingen, Riedlingen.